# Sommerfest (Film)
Sommerfest ist ein deutscher Dramedy-Film von Sönke Wortmann aus dem Jahr 2017. Die Hauptrollen spielten Lucas Gregorowicz und Anna Bederke.

## Handlung
Der Theaterschauspieler Stefan Zöllner besucht über das Wochenende seine Heimatstadt Bochum. Er plant, dort das Haus seines verstorbenen Vaters zu verkaufen und spätestens nach drei Tagen wieder nach München zurückzukehren. Doch das ist leichter gesagt als getan. Er trifft alte Freunde und Bekannte und auch seine Jugendliebe Charlie.

## Hintergrund
Der Film basiert auf dem gleichnamigen Roman von Frank Goosen.
Die Dreharbeiten liefen ab Mai 2016 überwiegend in Bochum, u. a. im Stadtbezirk Wattenscheid, außerdem auch in Köln, Mülheim und Hagen. Dabei wurden einige Szenen auf dem Sportplatz des ansässigen Landesligisten SW Wattenscheid 08 gedreht. Dazu fanden sich auch die Fußballspieler Görkem Sağlam (VfL Bochum) und Nico Buckmaier (Wattenscheid 09) ein, welche kleinere Auftritte im Film haben. Weitere bekannte Drehorte in Bochum waren der Bismarckturm, die Zeche Hannover sowie der Kemnader See.
Der Film kam am 29. Juni 2017 in die Kinos.

## Kritik
Rheinische Post-Rezensent Philipp Holstein schrieb, der Film sehe 
„über weite Strecken .. wie ein Ausmalbuch für Ruhrgebiet-Klischees“ aus.
Filmstarts bemängelt, dass viele der Protagonisten in ihrer „betonten Schrägheit wie Abziehbilder wirken“, lobt aber gleichzeitig den Film für die „sprichwörtliche Herzlichkeit des Ruhrgebiets“, die hier „filmische Realität“ wird. Insbesondere die schauspielerische Leistung der Budenbesitzerin Omma wird als authentisch hervorgehoben.
Fazit:
„Die Heimkehrer-Komödie schwankt extrem zwischen abgeschmackten Ruhrgebietsstereotypen und warmherzig-echten Momenten.“